# 발트라섬
발트라섬(스페인어: Isla Baltra)은 갈라파고스 군도에 있는 작은 섬이다. 이곳은 사우스시모어(휴 시모어 경의 이름을 따서)로도 알려져 있다. 작고, 평평한 섬으로 갈라파고스 중앙에 있다. 이 섬은 지리적인 융기 운동으로 만들어졌다. 이 섬은 건조하고, 식생은 바다 관목과 가시투성이의 배 선인장 그리고 부르세라 그라벨론즈 나무로 구성되어 있다.

## 공항
제2차 세계대전 동안 발트라에는 미군 공군 기지가 세워졌다. 조정사들은 동태평양에 적 잠수함을 정찰하고 이곳에 발트라에 착륙했으며, 파나마 운하의 보호 업무를 맡았다.

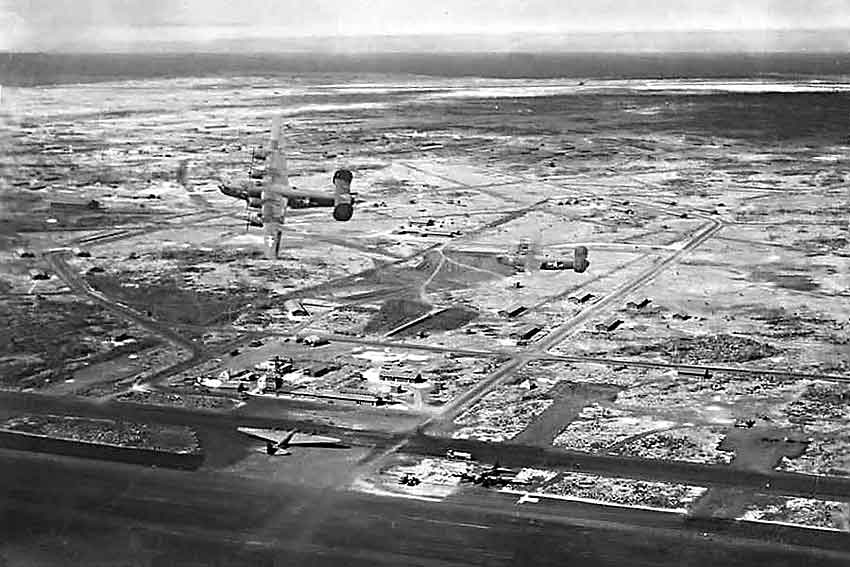
제2차 세계대전 중 발트라 공군기지
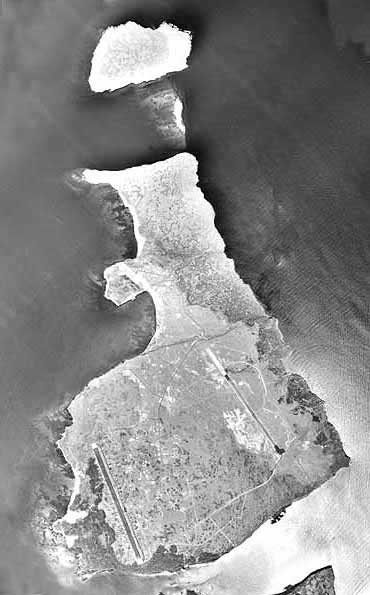
공중에서 조감한 모습

전후 이 시설은 에콰도르 정부에 넘겨졌다. 오늘날에도 이 섬에는 공식적인 에콰도르 군기지를 계속 운영하고 있다. 미군 기지와 다른 시설물의 흔적은 지금도 이 섬에서 볼 수 있다. 1986년까지 씨모어 공항은 갈라파고스로 운항하는 유일한 통로였다. 지금은 육지에서 연결되는 2개의 공항이 있으며, 나머지 하나는 산크리스토발 섬에 있다.
야간 착륙 시설을 갖춘 유일한 공항이기 때문에 이 섬으로 날아오는 사설 비행기는 발트라 섬으로 비행해야 한다. 발트라에 착륙하자마자, 모든 방문객들은 즉시 버스로 2개의 독 중 하나에 이송된다. 첫 번째 독은 갈라파고스 크루즈 운행을 하는 작은 만에 있으며, 두 번째는 발트라와 산타크루즈 섬을 이타비카 수로로 이어주는 페리 독이다.
2007년에 발트라 공항은 리모델링을 시작했으며, 식당과 샵 그리고 개선된 접객 터미널 시설을 포함하고 있다. 이 공사는 2008년 말에 마무리 될 예정이었으나, 2009년 11월에도 공사가 제대로 이루어지지 않고 있다. 확장 공사가 된 공항 터미널 예상도는 현재의 목재 건물에 전시되어 있지만, 2013년 1월 현재 공사중에 있으며, 도착터미널 부분이 완공되었다.

## 야생
발트라는 현재 갈라파고스 국립공원의 범주에는 들어가 있지 않다. 1954년에 이 섬에서는 멸종되었기 때문에 갈라파고스 육지 이구아나는 이 섬의 활성화된 재이주 캠페인의 주제이다. 1930년 초기에 G. 앨런 핸콕이 갈라파고스 육지 이구아나를 발트라에서 발트라의 수 백미터 북쪽에 있는 작은 섬 북 씨모어 섬으로 이동시켰다. 이구아나는 찰스 다윈 연구소의 성공적인 포획 부화 프로그램으로 인해 이곳에 살아남아서 종족을 보존했다.
1980년대에 북 씨모어에 온 이구아나가 이 프로젝트의 일환으로 찰스 다윈 연구소로 이송되었고, 1990년대에는 육지 이구아나가 발트라에 다시 옮겨졌다. 1997년을 기준으로 발트라에 살아있는 97마리 이구아나 중 13마리가 이 섬에서 태어난 것이다. 현재는 주요 도로를 건나가는 이구아나나 공항 활주로를 어슬렁거리를 이구아나를 보는 것이 흔한 일이 되었다.